# Sabbioneta
Sabbioneta es un pueblo de la región de Lombardía, Italia, en la provincia de Mantua, que está a unos 30 kilómetros al norte de Parma, no muy lejos de la orilla Norte del Po, se encuentra a 18 metros sobre el nivel del mar. En 2007 Sabbioneta tiene una población estimada de 4.337 habitantes.

## Historia

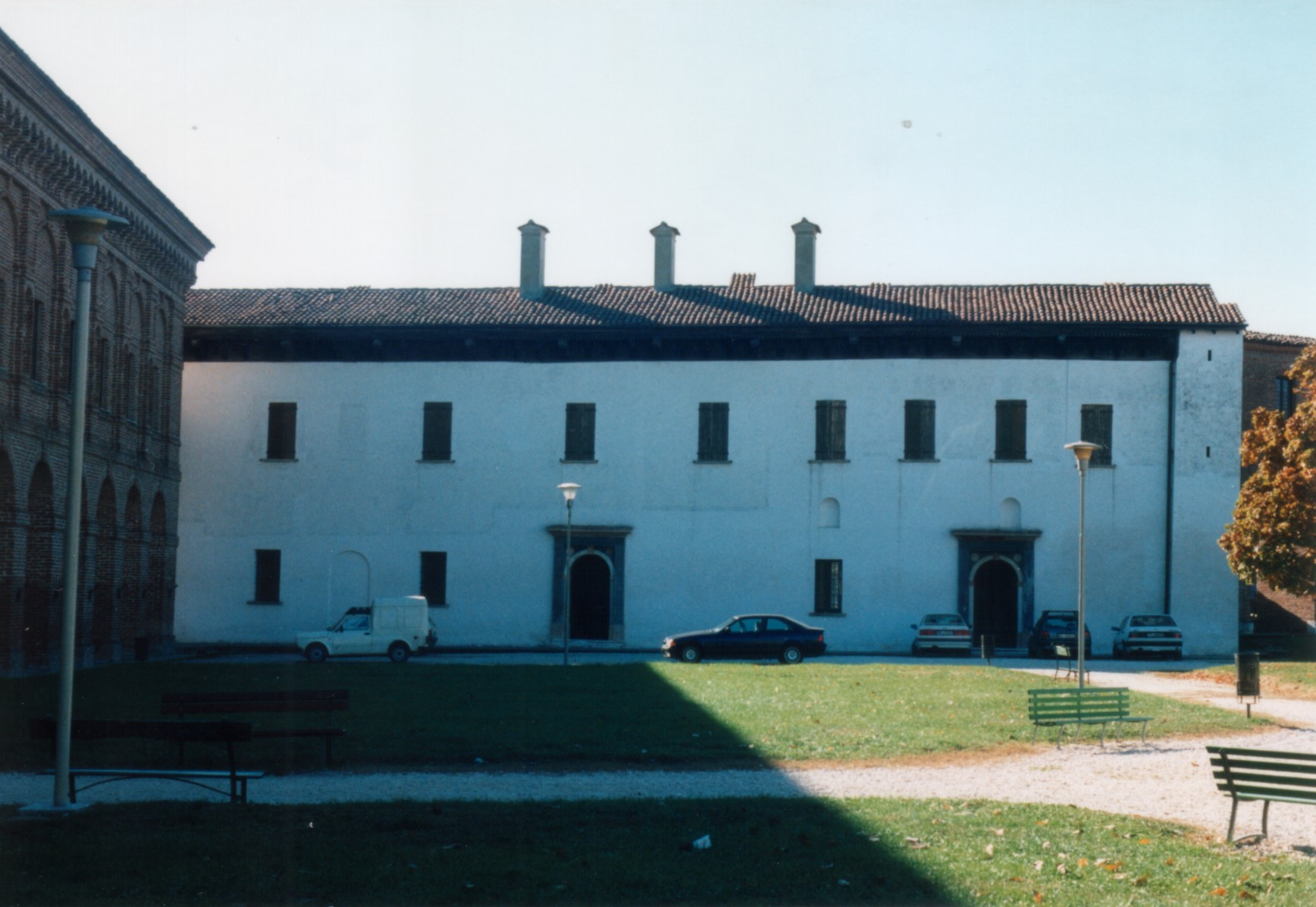
Palazzo del Giardino.

Sabbioneta fue fundada por Vespasiano Gonzaga Colonna, I Duque (soberano) de Sabbioneta  († 1591) a finales del siglo XVI junto a la antigua calzada romana Via Vitelliana, en una ribera arenosa del río Po, de donde deriva su nombre, que significa «arenosa» en italiano. Fue su primer duque, y lo usó como residencia y fortaleza personal. Y también en esta época la convirtió en un centro musical menor, en la que empleó a compositores como Benedetto Pallavicino, antes de trasladarse a la ciudad principal de los Gonzaga, que era Mantua. Fue su periodo de mayor prosperidad.
Está sólidamente construida y muy bien fortificada en forma de ciudadela hexagonal, con dos puertas principales en el recinto amurallado, la Porta della Vittoria y la Porta Imperialis, que está orientada hacia el camino de Mantua.
La ciudad es muy conocida también por su histórico barrio judío y por su antigua imprenta en hebreo. En 1567 Tobías Foa estableció esta imprenta hebrea en Sabbioneta; además, publicó algunos libros "anti-cristianos" lo que hizo que su carrera terminara. Se piensa que su trabajo fue retomado por un impresor cristiano, Vicenzo Conte.
A la muerte sin descendencia de Nicolás María de Guzmán y Caraffa en 1689, Sabbioneta recayó en el ducado de Milán español, vendiéndolo España en 1693 al genovés Francisco María Spínola. En 1710 pasó al Ducado de Guastalla.

## Evolución demográfica
| Gráfica de evolución demográfica de Sabbioneta entre 1861 y 2001 |
|                                                                  |
| Fuente ISTAT - elaboración gráfica de Wikipedia                  |

## Principales monumentos
La ciudad de Vespasiano Gonzaga, diseñada según los principios renacentistas de una ciudad ideal, incluye:
- El Palacio Ducal, actual Ayuntamiento.
- El Teatro all'antica, diseñado por Vincenzo Scamozzi.
- La Galleria degli Antichi («Galería de los Antiguos»).
- El Palazzo del Giardino («Palacio del Jardín»), residencia privada del Duque.
- Las iglesias de la Asunción (Assunta), de la Coronación (Incoronata) y la del Carmen (Carmine).

La iglesia y el palacio de verano contienen frescos de artistas de la familia Campi de Cremona.  
Sabbioneta fue inscrita en la lista del patrimonio mundial de la Unesco en 2008, junto con Mantua porque ambas representan dos aspectos del planeamiento urbanístico renacentista. Si Mantua es la renovación de una ciudad antigua, en el caso de Sabbioneta se trataba de la implantación de las teorías de la época sobre el planeamiento de una ciudad ideal. A diferencia de Mantua, que tiene edificios y barrios de diferentes épocas, Sabbioneta pertenece sólo a un período, el renacentista. Su plano urbano es regular. En la arquitrectura y la morfología de ambas ciudades están presentes los ideales renacentistas, sostenidos por la familia Gonzaga.
De esta manera, según señala la Unesco, Sabbioneta junto con Mantua ofrecen un testimonio excepcional de los logros artísticos, arquitectónicos y urbanos del Renacimiento, unidos a través de las visiones y acciones de la familia Gonzaga. Sabbioneta representa la construcción de una ciudad totalmente nueva según la visión funcional y moderna del Renacimiento. Las murallas defensivas, la cuadrícula de calles, el papel de los espacios públicos y los monumentos, todo ello hace de Sabbioneta uno de los mejores ejemplos de ciudades ideales construidas en Europa, con una influencia sobre el urbanismo y la arquitectura tanto dentro como fuera del continente.